# CXXIX Brigada Internacional
La 129.ª Brigada Internacional —escrito por convenio CXXIX Brigada Internacional— fue una de las Brigadas Internacionales que combatieron en defensa de la legalidad republicana contra los sublevados el 17 y 18 de julio de 1936 en la guerra civil española. Dada la diversidad de procedencia de sus integrantes llegó a ser conocida como la Brigada de las cuarenta naciones aunque en su mayoría eran de origen balcánico, checo y yugoslavo también fue reforzado con gran número de españoles.

## Historial de la brigada
- 19.X.1937 - 13.II.1938 : Agrupación de Reserva de 45.ª División (Ejército Popular de la República)
- 13.II.1938 - 27.III.1938 : 45.ª División (Ejército Popular de la República)
- 27.III.1938 - ?.V.1938 : División Extremadura129 Brigada Internacional en el combate.

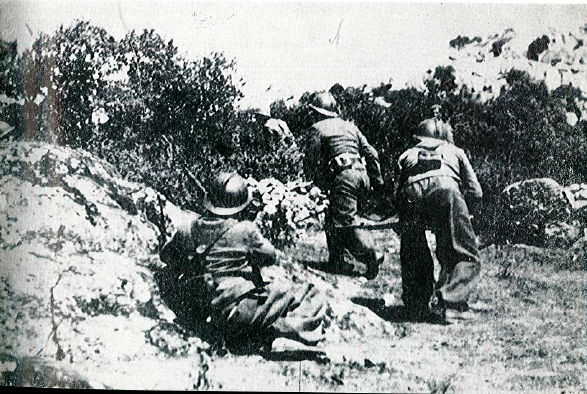
129 Brigada Internacional en el combate.

- ?.V.1938 - ?.VIII.1938 : División Andalucía
- ?.VIII.1938 - 13.X.1938 : 39.ª División (Ejército Popular de la República)
- 13.X.1938 - 14.2.1939 : Agrupación Szuster

(Los brigadistas que pasaron a Cataluña formaron "la Agrupación Szuster" pero la 129 continuaría cómo brigada mixta.)

## Historia de la brigada

### Brigada Mixta
El 28 de abril de 1937 se formó una primera «129.ª Brigada Mixta» española, compuesta por antiguos milicianos del POUM e integrada en la nueva 29.ª División. En octubre, tras las Ofensivas de Huesca y Sabiñánigo, la brigada y la división fueron disueltas en el marco de la represión contra el POUM después de los Sucesos de Barcelona.

### Brigada internacional
El 8 de febrero de 1938 se resucitó la unidad en Chillón (Ciudad Real), esta vez como Brigada Internacional que agrupaba efectivos de varias unidades internacionales reorganizadas. Formada en su mayoría por brigadistas polacos, checoslovacos y yugoslavos, fue puesta al mando del mayor Wacek Komar, anterior comandante del Batallón Dombrowski en la XIII Brigada Internacional, siendo enviada a Castuera el 16 de febrero para operar fugazmente en el Frente de Extremadura con la 45.ª División.
El inicio de la ofensiva franquista en el Frente de Aragón hizo necesario el envío de su división a la zona y el 25 de marzo llegó a Morella (Castellón). Allí la brigada mantuvo un duro combate que se saldó con un elevadísimo número de bajas, pero fue la última unidad en retirarse, defendiendo valientemente la población que fue ocupada el 4 de abril por los sublevados. La llegada del ejército franquista al mar en Vinaroz dejó a la brigada situada al sur del Ebro, no pudiendo reunirse con las restantes unidades de la 45.ª División que habían quedado aisladas al otro lado, en Cataluña. Pasó a reorganizarse en San Mateo, recibiendo nuevo armamento y reclutas españoles. Durante algún tiempo estuvo adscrita a la División «Extremadura». y después a la División «Andalucía», pero finalmente pasaría a depender de la 39.ª División del XVI Cuérpo de Ejército. En los siguientes meses participó en numerosos combates en el marco de la Campaña del Levante, no sin antes fugázmente ser enviada a Ayodar y el sector de Tales para la defensa de Castellón, donde ganarían todas las batallas de las operaciones asignadas del 10 al 15 de julio de 1938 cuando en septiembre se distinguió en las luchas en el Alto del Buitre y la Sierra de Javalambre, siendo condecorada con la Medalla al Valor (colectiva).
El 16 de octubre perdió algunos de sus efectivos internacionales; encuadrada en la División 45 la brigada sería la única al sur del territorio republicano al dividirse tras la toma de Vinaróz, sin embargo al tratarse de Checoslovacos y Yugoslavos en su mayoría, la brigada apuró su retirada ya que por la crisis de los sudetes muchos serían juzhados a su vuelta, siendo hasta enero de 1939 la última Brigada en activo en el territorio español dándo parapeto a los internacionales que huían por Valencia y Francia para su retirada. La unidad estuvo destinada en el frente de Levante hasta el final de la guerra aunque su participación como Agrupación Szuster (Aun siendo aun así llamada BI CXXIX) en la defensa de Cataluña es digna de heroicidad.

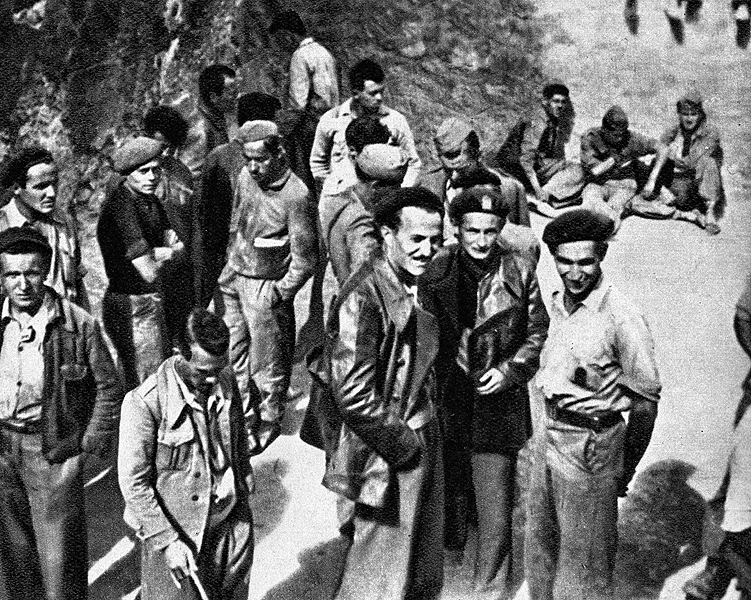
Ivan Rukavina, Vlado Popović y otros brigadistas del Batallón Đuro Đaković (2.º de la CXXIX Brigada Internacional). Levante, 1938.

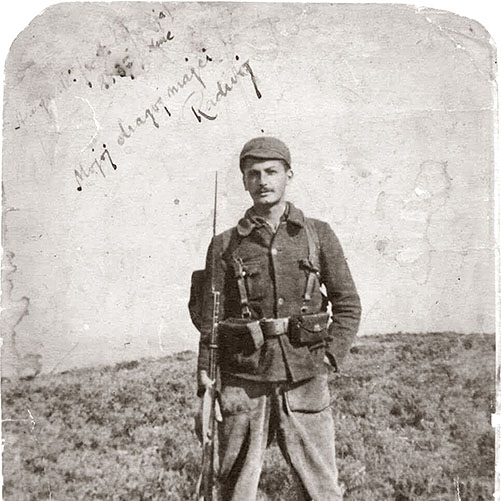
Voluntario Nikolic en 1937

### Agrupación Szuster
Por su parte, los componentes internacionales de la antigua CXXIX brigada se concentraron en Moncada (Valencia) y fueron enviados en barco a Barcelona. Algunos de ellos volvieron a formar un embrión de la brigada para intervenir en la Defensa de Cataluña bajo el mando del antiguo comandante del Batallón Dimitrov, el checoslovaco Josef Pavel (Szuster). A ellos se unieron otros interbrigadistas de la antigua XII Brigada Internacional y así, el 26 de enero de enero de 1939, se formaba la Agrupación Szuster. Esta unidad aún intentó defender Vich y finalmente se retiró hacia el norte, hasta pasar por la frontera francesa el 9 de febrero. Varios de estos interbrigadistas acabarían siendo más adelante los generales del Ejército Partisano de Liberación que derrotó a los nazis en la Segunda Guerra Mundial, entre ellos Koča Popović, Peko Dapčević, Kosta Nađ, Petar Drapšin, Vlado Popović e Ivan Rukavina. Pavel acabaría siendo Ministro del Interior en su país, Checoslovaquia. 

## Organización

### Mandos
Comandantes:
- Wacław Komar (Wacek) (11 de febrero - 16 de octubre de 1938)
- José Pellicer Gandía (16 de octubre - c. 1938)
- Miguel Martínez Nieto (c. 1938 - c. 1939) — Antes comandante del batallón Masaryk y jefe de Estado Mayor de la brigada.[10]
- Vicente Gimeno Gomis (c. 1939 - 29 de marzo de 1939)

Jefes de Estado Mayor:
- Massanés (13 de febrero - 18 de abril de 1938)
- Miguel Martínez Nieto (18 de abril - 24 de julio de 1938) — Pasa a ser comandante del batallón Masaryk.[10]
- Henri René Nolot (24 - 28 de julio de 1938) — A los pocos días parte a Cataluña y es sustituido por André Jacquot.[11]
- André Jacquot (28 de julio - 5 de octubre de 1938) — Antes Jefe de Operaciones de la brigada por recomendación del mayor Nolot.[11]
- Eustaquio Riveros Gómez (5 de octubre de 1938 - 26 de marzo de 1939)

Comisarios:
- Lorenzo González del Campo (13 de febrero - 10 de agosto de 1938) (1 de septiembre de 1938 - 12 de marzo de 1939) — De la CNT.[12][13]
- Elias Hilsenrad (Maciej Techniczek) (11 de agosto - 31 de agosto de 1938)

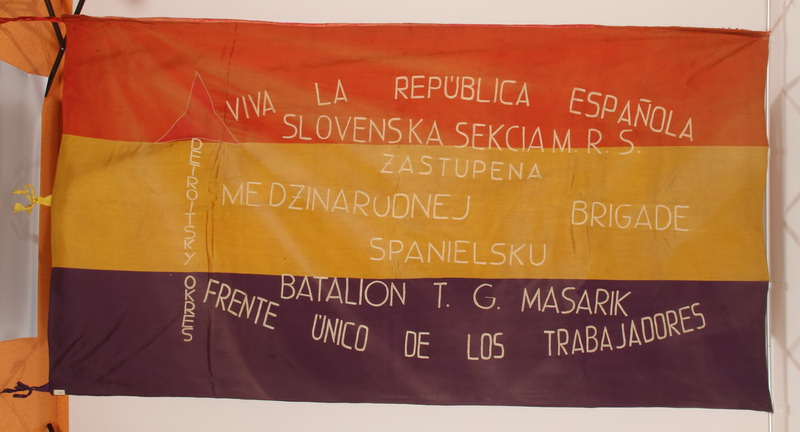
Bandera del Batallón Masaryk (3.º de la CXXIX Brigada Internacional). Instituto de Historia Militar de Praga.

### Orden de batalla
Durante su existencia como Brigada Internacional pasaron por la unidad, diversos batallones y compañías, como la 16 de Asalto o la Brigada Americana Antitanques, pero principalmente y por donde irían rotando los soldados fueron los siguientes batallones:
- 1.er Batallón Dimitrov (diversos países balcánicos). Banderín del Batallón Dimitroff "Dimitrov"

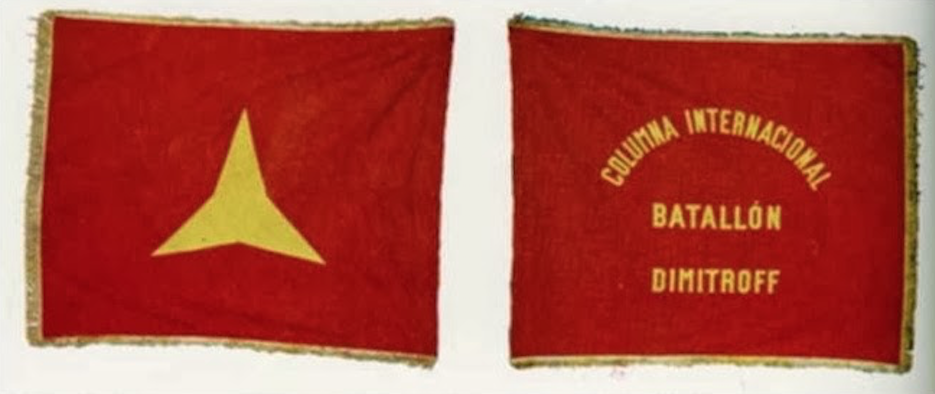
Banderín del Batallón Dimitroff "Dimitrov"

- 2.º Batallón Đuro Đaković (principalmente españoles, checos,rumanos, brigadistas yugoslavos[15] y búlgaros).
- 3.er Batallón Masaryk (diversas nacionalidades, especialmente checoslovacos).[16] Debe su nombre a Tomáš Garrigue Masaryk, fundador de la República de Checoslovaquia. Inicialmente estuvo al mando Egon Erwin Kisch, famoso periodista y reportero checo.

## Actuaciones
- Formación en Chillón 13,2.1938-15.3.1938
- Castuera 16.III.1938-18.III.1938

Ruptura del frente de Aragón:
- Hacia Aragón. Nules. EM en Villafranca del Cid 18.3.1938-24.3.1938
- Frente La Cerollera, km 124 25.III.1938-27.III.1938
- Frente de Villores 28.I11.1938-31.1II.1938
- Descanso en Forcall, en La Mola d' En Camarás 31.3.1938-1.4,1938
- La Pobleta. EM Avanzado al km 153.
- Puig Sabater. 1.4.1938-3.4.1938
- Mas d' En Garro 3.IV.1938

Ruptura del frente:
- Resistencia km 155. Resistencia en El Ventorrillo y masía Molins, km 158; en El Bessó y L'Aljub, km 166; pérdida de Morella, km 171 4.IV.1938
- Concentración en Sant Mateu de les Fonts, Albocásser y Benasalt.
- Vilafamés e Iglesuela del Cid 4.IV.1938-17.IV.1938

Retirada estratégica de Levante:
- Frente de Ejulve 17.IV.1938-24.IV.1938
- Retirada hacia Las Fábricas de Villarluengo 24.IV.1938-28.IV.1938
- Abandono de Los Holganos y Montoro de Mezquita 29.IV.1938-10.V.1938

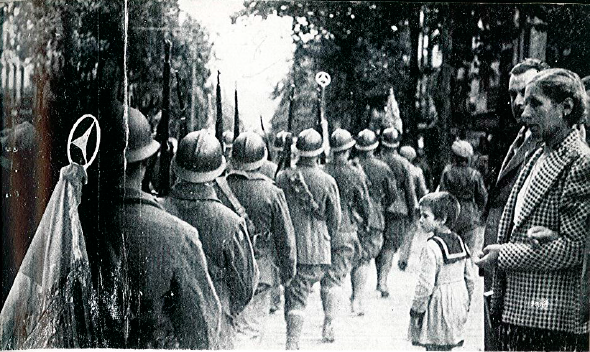
129 Brigada Internacional marcha al frente.

- Abandono de Villarluengo y La Cañada de Benatanduz 11.V.1938 129 Brigada Internacional marcha al frente. La 129 B.I en Linares de Mora contra aviones italianos.
- Abandono de Fortanete 12.V.1938

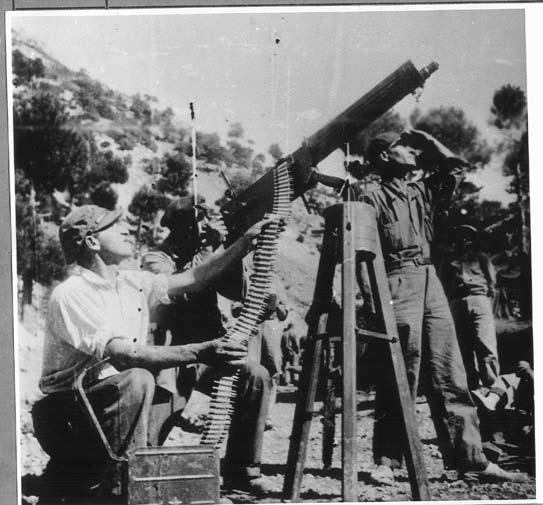
La 129 B.I en Linares de Mora contra aviones italianos.

- Retirada a través de la Sierra de los Monegros 13.V,1938-14.V.1938
- Defensa de Mosqueruela 14.V.1938-17.V.1938
- Luchas en el vértice Monegros 25.V.1938-30.V.1938
- Pérdida de Linares de Mora 31.V.1938
- Traslado momentáneo a Ayodar y Sueras donde ganaron sus dos batallas.
- Lucha por Valdelinares 1. VI.1938.28.VI.1938
- Relevo en el Batán, km 20 de la carretera de Rubielos de Mora a Nogueruelas 29.VI.1938-11.VII.1938
- Luchas en Peña de Marcos 13.VII.1938-16.VII.1938
- Ruptura del frente del XVII CE en el valle de Millares.
- Concentración en Caudiel 16.VII.1938
- Sector del Javalambre (Torrijas,Los Cerezos  y Manzanera).  La 129 B.I Cubriendo un cruce.

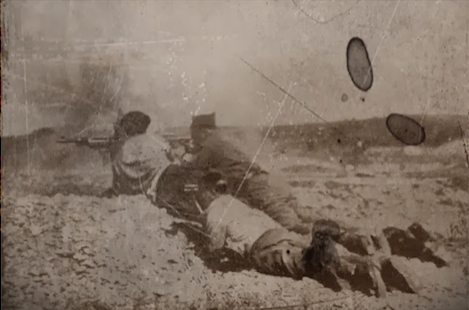
La 129 B.I Cubriendo un cruce.

- En camino a este frente 17.VII.1938
- En posición 17.VII.1938-17.IX.1938
- Ataque hacia Teruel 18.IX.1938-24.IX,1938

Desmovilización:
- Concentración en Torrijas 5.X.1938
- Despedida en Aras de Alpuente
- Concentración en Montcada, de Valencia 9.X.1938
- Travesía Valencia-Barcelona 21.1.1939-22.1.1939ç
- Defensa de Cataluña 26.1-1939-9.2.1939 y finalmente el paso de frontera a Francia.

## Combatientes Ilustres
- Josep Almudéver Mateu se hizo famoso a posteriori por ser denominado como el último Interbrigadista. Pertenecía a la 129.ª Brigada internacional. Tras enrolarse con 17 años en la Columna Pablo Iglesias, fue enviado a Teruel, a la localidad de Cubla. En el frente, fue herido y enviado a la retaguardia. Una vez recuperado, en Silla, entró en contacto con voluntarios italianos de la Batería Carlo Roselli, que lo aceptarían dentro de la CXXIX Brigada Internacional. En enero de 1939 es repatriado a Francia cuando el Comité de No Intervención acordó sacar de España a los combatientes extranjeros.
- Amado Codina López pintor murciano. Proveniente de la 6.ª Brigada Mixta fue trasladado a la 129 Brigada Internacional y tuvo participación durante los momentos más duros de la brigada en el Maestrazgo aragonés y las luchas en el Javalambre. Su disposición hizo que fuera momentáneamente ascendido a cabo. Fue herido en la pierna al ser alcanzado por un mortero que le dejaría la metralla en la pierna hasta su muerte.
- Peko Dapčević Luchó más tarde junto al Ejército Rojo al mando del general Zhdanov, en la Liberación de Belgrado el 20 de octubre de 1944. En 1953 Dapčević fue nombrado Jefe del Estado Mayor del Ejército Popular Yugoslavo, pero debió abandonar el cargo al ser relacionado con el general disidente Milovan Đilas.
- Koča Popović fue comandante en jefe de la 1.ª División Proletaria del Ejército Partisano de Josip Broz Tito en la Segunda Guerra Mundial. Fue conocido como "el hombre que salvó a los partisanos" porque rompió a través de las líneas alemanas durante la crucial batalla del Sutjeska; y después dirigió el Ejército Popular Yugoslavo, llegando a detentar también importantes cargos políticos en el gobierno de la Yugoslavia socialista.